# Sargus meridionalis
Sargus meridionalis är en tvåvingeart som beskrevs av White 1916. Sargus meridionalis ingår i släktet Sargus och familjen vapenflugor. Inga underarter finns listade i Catalogue of Life.